# Internalizacja
Internalizacja (ang. internalization, z łac. internus – wewnętrzny; pow. z inter – między) – mechanizm występujący w wielu dziedzinach nauki. 

## Ekonomia i zarządzanie
Internalizacja – ekonomiczna teoria laureata Nagrody Nobla w dziedzinie ekonomii R. Coase’a polegająca na dokonywaniu transakcji wewnętrznych w ramach tego samego przedsiębiorstwa, jest przeciwieństwem eksternalizacji (czyli jednej z form internacjonalizacji przedsiębiorstwa), warunkiem procesu internalizacji jest przejęcie kontroli nad dostawcą lub odbiorcą. Stosując internalizację dane przedsiębiorstwo może omijać rynek, który jest nieatrakcyjny. Internalizacja częściowo pokrywa się z insourcingiem.

## Finanse
W nauce o finansach internalizacja to realizacja zlecenia przez brokera w ramach własnych zapasów (ang. firms' own inventory) zamiast realizacji zlecenia na rynku. W efekcie internalizacji broker może zarabiać również na spreadach, co jest dla niego niewątpliwie korzystne.

## Nauki społeczne
Internalizacja, uwewnętrznianie – mechanizm polegający na przyjmowaniu za własne narzucanych z zewnątrz postaw, poglądów, norm i wartości. W socjologii fenomenologicznej Petera Bergera i Thomasa Luckmanna jest składową triady, na którą składają się także obiektywizacja i eksternalizacja. W psychologii jest rozumiana jako mechanizm obronny. 
Na początku główną rolę w tym procesie pełnią rodzice dziecka (szczególnie gdy jest ono w wieku przedszkolnym i w pierwszych latach uczęszczania przez nie do szkoły), później wychowawcy oraz grupy rówieśnicze, a po osiągnięciu przez daną osobę wieku dorosłego grupy społeczne i jednostki, z którymi się ona identyfikuje i które są dla niej autorytetem.
W wyniku internalizacji normy heteronomiczne (ustanowione nie przez tych, których mają obowiązywać) przekształcają się w normy autonomiczne (ich przestrzeganie nie wymaga już kontroli z zewnątrz). Internalizacja jest więc jednym z najważniejszych mechanizmów socjalizacji i społecznego rozwoju człowieka.